# 第4軍 (美國)
第四軍（英語：IV Corps）是美國陸軍已解編的軍級單位，於1918年6月20日成立。在第一次世界大戰期間，曾參與聖米耶爾戰役。在第二次世界大戰期間，被納入美國第五軍團旗下。1944年進攻哥德防線。1945年參與對義大利的春季進攻。
1945年10月13日在紐澤西州基莫營解編。1958年重啟，1968年再次解編。